# Mikayla Soo-ni Campbell
Mikayla Soo-ni Campbell (* 10. April 1990 in Fitchburg, Massachusetts) ist eine US-amerikanische Schauspielerin, Filmproduzentin und Drehbuchautorin.

## Leben
Campbell wurde am 10. April 1990 in Fitchburg geboren. Sie ist koreanisch-griechischer Abstammung. Von 2006 bis 2008 besuchte sie die Walnut Hill School of the Arts. Anschließend lernte sie ein Jahr an der American Musical and Dramatic Academy Musiktheater. Von 2009 bis 2011 erlangte sie an derselben Institution ihren Bachelor of Fine Arts in Schauspiel. Anschließend studierte sie an der Central School of Speech and Drama und beendete ihr Studium mit einem Master of Arts in Filmschauspiel.
Kurz nach ihrem Master-Abschluss gab Campbell im Kurzfilm Lauburu ihr Filmschauspieldebüt. Von 2013 bis 2014 wirkte sie in der Fernsehserie Boys Before Friends und spielte die weibliche Hauptrolle der Katie McVie in Attila – Master of an Empire. 2014 spielte sie in der Fernsehserie Secret Diary of an American Cheerleader die wiederkehrende Rolle der Emily. 2015 spielte sie in der Filmproduktion EP/Executive Protection die Rolle der Mikaela Webber. Außerdem wirkte sie zwischen 2015 und 2017 in mehreren Kurzfilmproduktionen mit und trat als Episodendarstellerin in den Fernsehserien Homes of Horror und True Nightmares in Erscheinung. 2017 spielte sie in fünf Episoden der Fernsehserie How to Make a Reality Star mit. Eine Nebenrolle hatte sie 2019 in der Filmproduktion Little Women inne. 2022 spielte sie im Fernsehfilm Die Pretty mit.
Als Filmproduzentin und Drehbuchautorin war sie unter anderen am Fernsehfilm The Victorians und den Kurzfilmen Midday at Morden Park und I Saw the Devil beteiligt.

## Filmografie (Auswahl)

### Schauspiel
- 2012: Lauburu (Kurzfilm)
- 2013–2014: Boys Before Friends (Fernsehserie)
- 2013: Attila – Master of an Empire (Attila)
- 2014: Secret Diary of an American Cheerleader (Fernsehserie, 7 Episoden)
- 2015: Ghost Hunt (Kurzfilm)
- 2015: EP/Executive Protection
- 2016: Full Court Press (Kurzfilm)
- 2016: Homes of Horror (Fernsehserie, Episode 4x06)
- 2016: True Nightmares (Fernsehserie, 1 Episode)
- 2017: How to Make a Reality Star (Fernsehserie, 5 Episoden)
- 2017: Faith (Kurzfilm)
- 2018: The Victorians (Fernsehfilm)
- 2018: Midday at Morden Park (Kurzfilm)
- 2018: I Saw the Devil (Kurzfilm)
- 2019: Little Women
- 2021: My Solemn Vow (Kurzfilm)
- 2021: Craig Ross Jr.'s Monogamy (Fernsehserie, 2 Episoden)
- 2022: Die Pretty (Fernsehfilm)
- 2024: Chateau
- 2024: Doctor Odyssey (Fernsehserie, Episode 1x03)

### Produktion
- 2012: Lauburu (Kurzfilm)
- 2018: The Victorians (Fernsehfilm)
- 2018: Midday at Morden Park (Kurzfilm)
- 2018: I Saw the Devil (Kurzfilm)
- 2024: The Cut

### Drehbuch
- 2018: The Victorians (Fernsehfilm)
- 2018: Midday at Morden Park (Kurzfilm)
- 2018: I Saw the Devil (Kurzfilm)